# لغات الاتحاد السوفيتي
اللغات في الاتحاد السوفييتي (بالروسية: Языки СССР) ، كانت لغات الاتحاد السوفيتي تزيد عن 100 لغة محلية في ذلك الوقت.

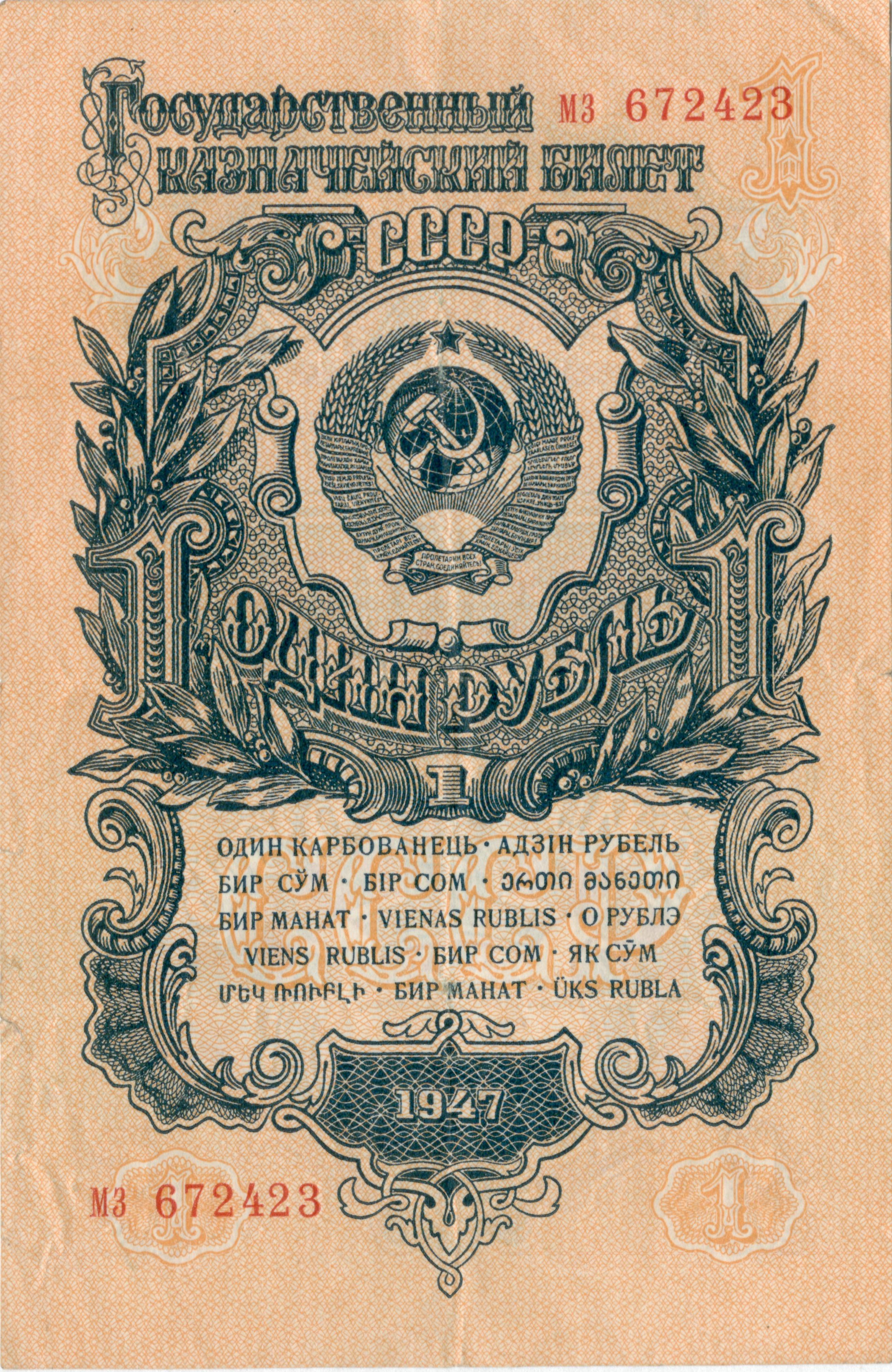
عملة الاتحاد السوفييتي عام 1947م ، تحتوي على أكثر من 10 لغات محلية

## بداية
منذ ثورة البلاشفة عام 1917م، كانت كتابة الأحرف تقتصر على كيريلية واللاتينية والعربية، ولكن في فترة الأربعينات احتكرت كتابة الأحرف الكيريلية عدا بعض المناطق كجورجيا وأرمينيا ونحو ذلك.
إلا أن الاتحاد السوفييتي تواجه صعوبات بالغة في اجبار المجتمعات على التخلي بلغتهم وثقافتهم.